# Malbun

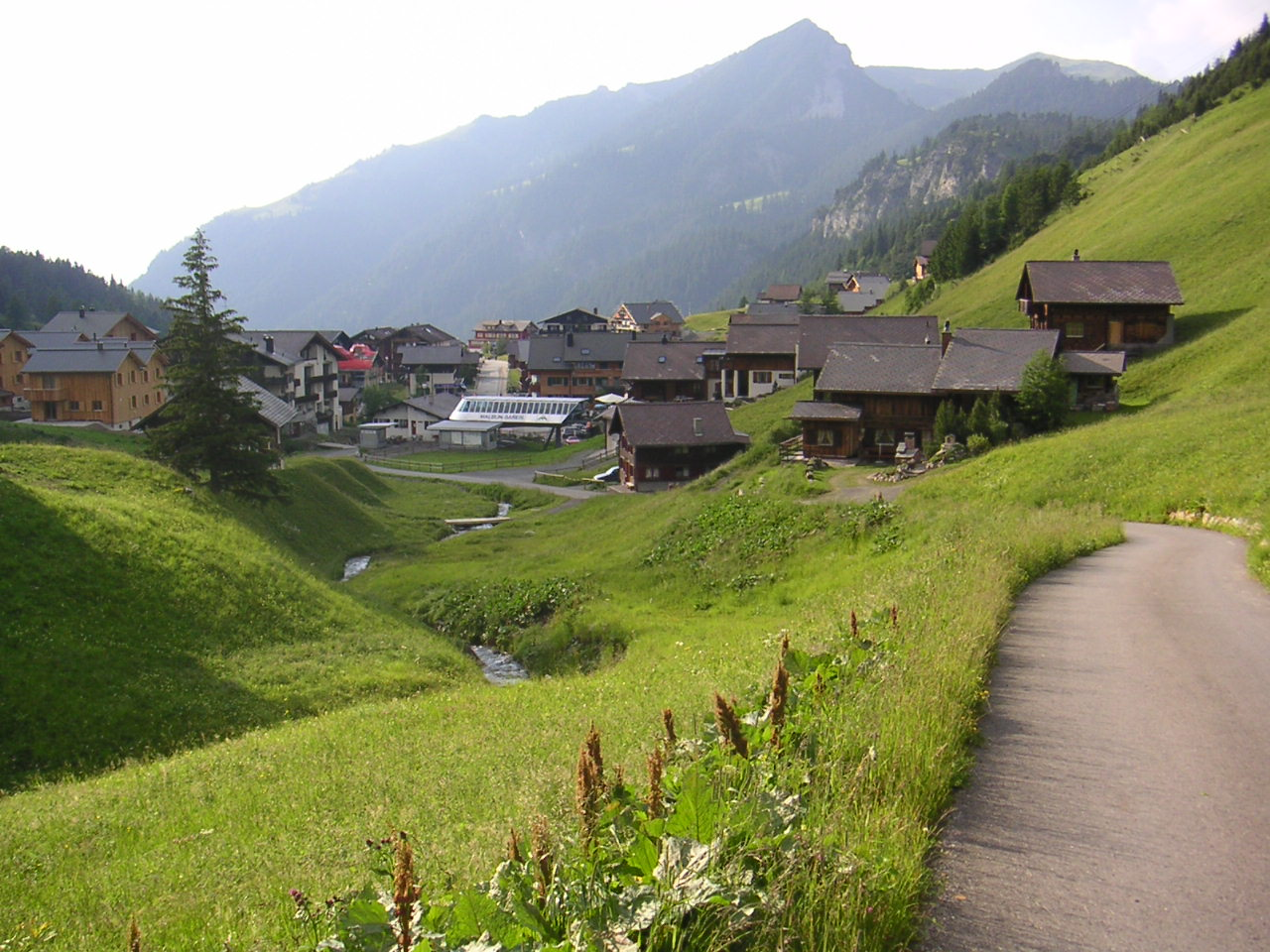
Malbun

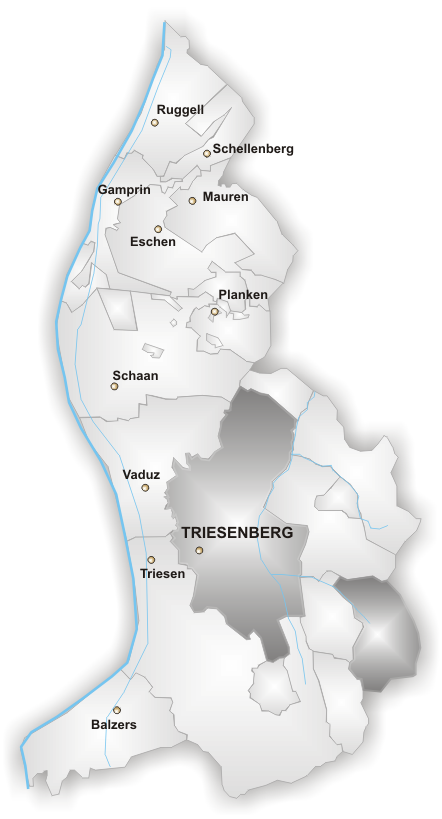
grondgebied van de gemeente Triesenberg binnen Liechtenstein, met ten zuidoosten van de gemeentekern de exclave van Malbun

Malbun is een plaats en aangrenzend skigebied in de gemeente Triesenberg in Liechtenstein. Andere woonkernen in Triesenberg zijn Gaflei, Masescha, Silum en Steg bei Triesenberg. Malbun vormt een exclave van de gemeente, en ligt - anders dan de rest van het grondgebied van de gemeente aan de grens van Liechtenstein met Oostenrijk. Het gebied van de exclave wordt ook aangeduid als "Turna und Sareis", de naam van twee alpenweides ten zuidoosten van het centrum van Malbun.  De exclave Malbun wordt van Triesenberg gescheiden door de gemeenten Triesen en exclaves van de gemeentes Schaan en Vaduz.
De dorpskern ligt in het dal van een trogdal op een hoogte van 1.600 meter boven zeeniveau. Door het dorp en dal stroomt de Malbunbach een zijrivier van de Samina.
Het toerisme wordt sinds 1908 uitgebouwd in het dorp op de flanken van de Sareiserjoch.  Eerst als kuuroord, later als skigebied met stoeltjeslift en skiliften. In de winter van 1985 skieden prins Charles en prinses Diana in Malbun.  In de zomer is het skidorp een regelmatige etappeplaats van de Ronde van Zwitserland. In de edities van 2004, 2007, 2011 en 2022 lag de finish in Malbun.

## Ronde van Zwitserland

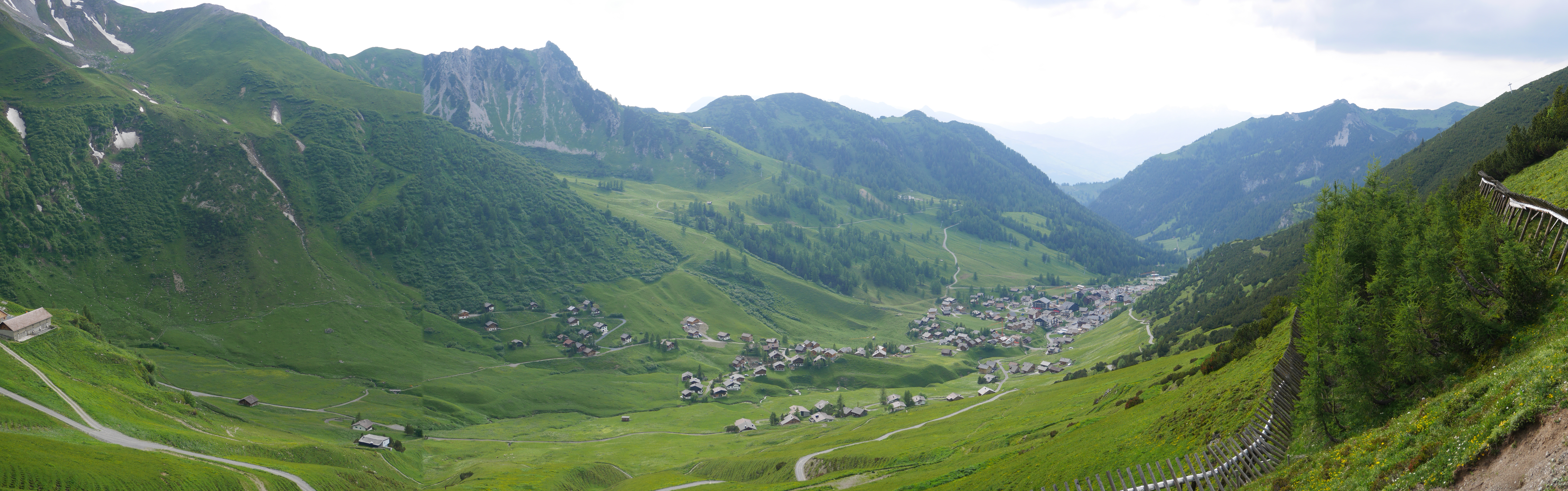
Ligging van Malbun in een trogdal

| etappe         | datum   | start            | finish             | afstand  | winnaar           |
| -------------- | ------- | ---------------- | ------------------ | -------- | ----------------- |
| 7e etappe 2004 | 18 juni | Linthal          | Malbun             | 133,0 km | Georg Totschnig   |
| 4e etappe 2007 | 19 juni | Nauders          | Malbun             | 167,2 km | Fränk Schleck     |
| 6e etappe 2011 | 16 juni | Tobel-Tägerschen | Triesenberg/Malbun | 157,7 km | Steven Kruijswijk |
| 7e etappe 2022 | 18 juni | Ambrì            | Malbun             | 196 km   | Thibaut Pinot     |